# Ahuriri
Az Ahuriri folyó 70 kilométer hosszan halad Új-Zéland Otago régiójában, a Déli-szigeten. Vízgyűjtőjének fő forrása a Déli-Alpok keleti hegylánca. A folyó a Mackenzie-medence déli részének felszíni vizeit vezeti el, majd a Benmore-tóba torkollik, ami egyike a Waitaki vízenegia-projekt keretében létrehozott mesterséges tavaknak. A tavat elhagyva vize egyesül a Waitaki folyó vizével, amely a Csendes-óceánba torkollik. Felsőbb folyásának jelentős része az Ahuriri Természetvédelmi Park területét képezi. A legközelebbi lakott település a partjaihoz: Omarama. A folyó mintegy 1135 méteres tengerszint feletti magasságban ered.

## Élővilága

### Faunája
A folyóba sebes pisztrángot és szivárványos pisztrángot is telepítettek, emiatt kedvelt horgászhelynek számít, főleg a légyhorgászat kedvelőinek körében.

## Part menti települések
- Omarama